# 海王トーナメント
海王トーナメント（かいおうトーナメント）は、KAIENTAI DOJOが開催していたトーナメント戦。旧大会名はSTRONGEST-K（ストロンゲスト-ケー）。

## 歴代優勝者

### STRONGEST-K
| 年代   | 開催期間          | 優勝者       | 準優勝者 |
| ------ | ----------------- | ------------ | -------- |
| 2002年 | 6月22日 - 6月23日 | 藤田ミノル   | 柏大五郎 |
| 2003年 | 6月21日 - 6月29日 | 筑前りょう太 | MIYAWAKI |
| 2004年 | 6月19日 - 7月3日  | Hi69         | 真霜拳號 |
| 2005年 | 7月15日 - 8月14日 | 真霜拳號     | 火野裕士 |
| 2006年 | 7月16日 - 8月13日 | 真霜拳號     | 稲松三郎 |
| 2007年 | 7月8日 - 8月12日  | TAKAみちのく | 火野裕士 |
| 2008年 | 6月12日 - 7月12日 | 真霜拳號     | 円華     |
| 2009年 | 6月13日 - 7月12日 | 旭志織       | 柏大五郎 |
| 2010年 | 6月24日 - 7月11日 | 火野裕士     | 真霜拳號 |
| 2011年 | 8月3日 - 8月28日  | 稲松三郎     | 真霜拳號 |

### 海王トーナメント
| 年代   | 開催期間 | 優勝者     | 準優勝者       |
| ------ | -------- | ---------- | -------------- |
| 2012年 | 8月5日   | 滝澤大志   | ヒロ・トウナイ |
| 2013年 | 9月1日   | 真霜拳號   | 関根龍一       |
| 2014年 | 9月14日  | 真霜拳號   | ヒロ・トウナイ |
| 2015年 | 8月9日   | タンク永井 | 佐藤悠己       |
| 2016年 | 9月18日  | タンク永井 | 梶トマト       |
| 2017年 | 8月6日   | GO浅川     | 吉野コータロー |
| 2018年 | 8月26日  | 真霜拳號   | 吉田綾斗       |